# Janowszczyzna (gromada)
Janowszczyzna – dawna gromada, czyli najmniejsza jednostka podziału terytorialnego Polskiej Rzeczypospolitej Ludowej w latach 1954–1972.
Gromady, z gromadzkimi radami narodowymi (GRN) jako organami władzy najniższego stopnia na wsi, funkcjonowały od reformy reorganizującej administrację wiejską przeprowadzonej jesienią 1954 do momentu ich zniesienia z dniem 1 stycznia 1973, tym samym wypierając organizację gminną w latach 1954–1972.
Gromadę Janowszczyzna z siedzibą GRN w Janowszczyźnie utworzono – jako jedną z 8759 gromad – w powiecie sokólskim w woj. białostockim, na mocy uchwały nr 22/V WRN w Białymstoku z dnia 4 października 1954. W skład jednostki weszły obszary dotychczasowych gromad Janowszczyzna, Gieniusze, Igryły, Jelenia Góra, Moczalnia Stara, Podkamionka, Straż, Wysokie Laski i Zawistowszczyzna ze zniesionej gminy Sokółka w tymże powiecie. Dla gromady ustalono 11 członków gromadzkiej rady narodowej.
1 stycznia 1958 do gromady Janowszczyzna przyłączono obszar zniesionej gromady Lipina.
Gromada przetrwała do końca 1972 roku, czyli do kolejnej reformy gminnej.